# Assiminea californica
Assiminea californica is een slakkensoort uit de familie van de Assimineidae. De wetenschappelijke naam van de soort is voor het eerst geldig gepubliceerd in 1865 door Tryon.